# Formel-1-Weltmeisterschaft 2024
Die Formel-1-Weltmeisterschaft 2024 war die 75. Formel-1-Weltmeisterschaft. Max Verstappen sicherte sich im drittletzten Rennen der Saison vorzeitig seinen vierten Weltmeistertitel. Im letzten Saisonrennen errang McLaren erstmals seit 1998 den Titel des Konstrukteursweltmeisters. Am 12. November wurde der bisherige Rennleiter Niels Wittich durch Rui Marques ersetzt.

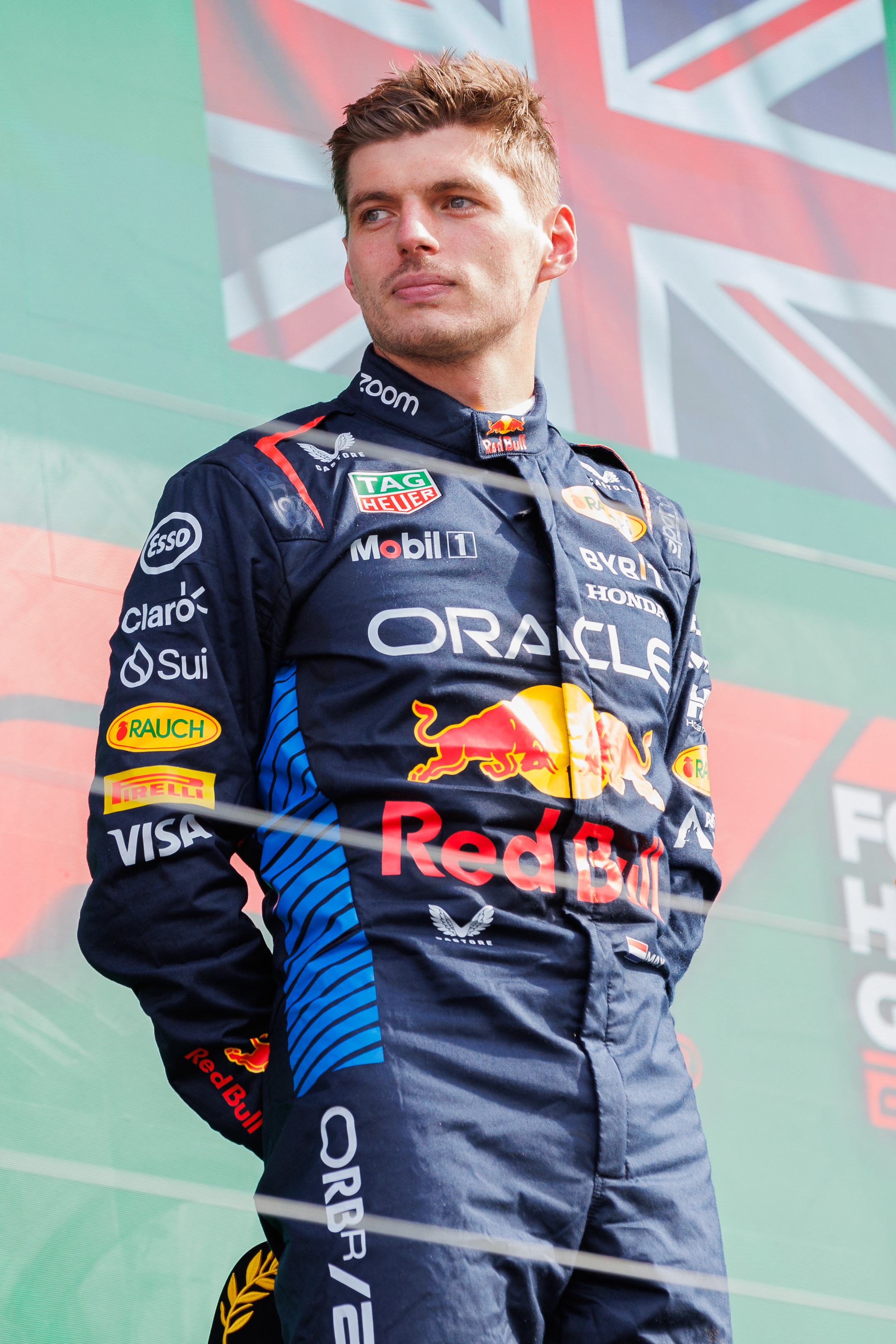
Weltmeister Max Verstappen

## Änderungen 2024

### Technik
Ein ursprünglich geplantes Verbot für Heizdecken ist nach Einspruch der zehn Rennteams zumindest aufgeschoben.

### Sportliches Reglement
Wie bereits im Vorjahr fanden über die Saison sechs Sprints statt. Diese wurden an den Rennwochenenden in Shanghai, Miami, Spielberg, Austin, São Paulo und Doha gefahren.
Die beim Großen Preis von Ungarn und Italien 2023 getestete „alternative Reifenzuteilung“, bei der den Fahrern 11 Reifensätze zur Verfügung gestellt wurden, um die Kosten im Sport zu senken, wurde eingestellt. Daher stehen den Teams an jedem Rennwochenende wieder 13 Reifensätze pro Fahrer zur Verfügung.
Die Struktur der Sprintwochenenden wurde für 2024 geändert, mit dem Ziel, Sprintveranstaltungen zu rationalisieren und sie vom Rest des Grand-Prix-Wochenendes zu trennen. Das Wochenende beginnt mit einem einzigen Training, gefolgt vom Sprint-Shootout, bei dem die Startaufstellung für das Sprintrennen festgelegt wird. Am Samstag findet dann zunächst der Sprint statt, gefolgt von der Qualifikation für das Hauptrennen. Der Grand Prix selbst bleibt am Sonntag.
Die Regeln für die DRS-Nutzung im Grand Prix wurden leicht angepasst. Fahrer dürfen DRS nun eine Runde nach einem Rennstart, einem Safety-Car-Neustart oder einem Neustart nach roter Flagge nutzen, eine Runde früher als in den vergangenen Saisons. Dies wurde während der Sprints von 2023 getestet.
Die Zuteilung der Antriebseinheiten pro Saison wurde für die Meisterschaften 2024 und 2025 von drei auf vier pro Fahrer erhöht.
Während der Saison wurden die Bedingungen für den Erhalt einer Superlizenz leicht angepasst. So kann ein Fahrer nun, sofern er „in letzter Zeit durchgängig herausragende Fähigkeiten und Reife in Einsitzer-Formelwagen-Wettbewerben bewiesen hat“, bereits mit 17 Jahren eine Superlizenz beantragen. Bisher war das Erreichen des 18. Lebensjahres eine der Grundbedingungen für eine Superlizenz. Die Entscheidungshoheit darüber liegt bei der FIA.

### Strecken
Der Große Preis von China kehrte in den Rennkalender zurück. Der Grand Prix wurde zuletzt 2019 ausgetragen und konnte aufgrund der COVID-19-Pandemie von 2020 bis 2023 nicht stattfinden.
Der Große Preis der Emilia-Romagna, der 2023 wegen Überschwemmungen in der Region abgesagt wurde, wurde wieder in den Kalender aufgenommen.

### Teams
Sauber wird ab 2024 nicht mehr mit Alfa Romeo als Titelsponsor antreten. Stake übernimmt als Titelsponsor, das Team tritt unter dem Namen Stake F1 Team Kick Sauber an.
AlphaTauri führte in der Meldeliste vom 15. Dezember 2023 noch denselben Namen, lediglich der Namenszusatz RB am Ende kam hinzu, welcher auch als Konstrukteursname genutzt wurde. Am 24. Januar 2024 wurde der neue Teamname veröffentlicht, das Team geht als Visa Cash App RB Formula One Team an den Start.
Cognizant zieht sich als Titelsponsor von Aston Martin zurück, das Team tritt stattdessen mit Aramco als alleinigem Titelsponsor unter dem Teamnamen Aston Martin Aramco Formula One Team an.
Vor dem Großen Preis von Miami gab Ferrari bekannt, ab sofort mit dem Titelsponsor Hewlett Packard anzutreten zu wollen. Des Weiteren werden die HP-Logos sowohl auf dem Fahrzeug als auch auf der Teamkleidung zu sehen sein.

### Fahrer
Am 23. September 2023 gab AlphaTauri bekannt, dass Yuki Tsunoda und Daniel Ricciardo 2024 für das Team fahren werden. Tsunoda ging in seine vierte Saison mit dem Team, Ricciardo hatte nach dem Großen Preis von Großbritannien 2023 das Cockpit von Nyck de Vries übernommen. Liam Lawson nahm erneut den Platz als Test- und Ersatzfahrer des Teams ein, nachdem er Ricciardo nach seinem Handbruch vor dem Großen Preis der Niederlande 2023 ersetzt hatte. Diese Funktion nahm er parallel auch beim Schwesterteam Red Bull Racing ein. Am 26. September gab das Team bekannt, dass Lawson das Cockpit von Ricciardo mit sofortiger Wirkung für den Rest der Saison übernimmt.
Der zur Saisonmitte 2023 entlassene de Vries kehrte mit Mahindra in die Formel E zurück, wo er 2021 Weltmeister wurde.
Zum ersten Mal in der Geschichte der Formel-1-Weltmeisterschaft blieben alle Fahrer- und Teamkombinationen, die zum Ende der vergangenen Saison angetreten waren, zu Beginn der nächsten Saison unverändert.
Am Rennwochenende des Großen Preises von Saudi-Arabien erlitt Carlos Sainz jr. eine Blinddarmentzündung, er wurde an diesem Rennwochenende ab dem dritten freien Training von Ersatzfahrer Oliver Bearman vertreten, der damit sein Debüt in der Formel 1 gab.
Am 27. August gab Williams bekannt, dass der Formel-2-Fahrer Franco Colapinto das Cockpit von Logan Sargeant ab dem Großen Preis von Italien für den Rest der Saison übernimmt.
Nach dem Großen Preis von Italien hatte Magnussen zwölf Strafpunkte angesammelt, weswegen er für den nachfolgenden Großen Preis von Aserbaidschan gesperrt wurde. Als sein Ersatz sprang erneut Oliver Bearman ein. Beim Großen Preis von São Paulo fiel Magnussen krankheitsbedingt aus, Bearman sprang erneut ein.
Am 2. Dezember gab Alpine bekannt, dass Ersatzfahrer Jack Doohan, welcher zuvor bereits als Stammfahrer für 2025 bestätigt worden war, beim Großen Preis von Abu Dhabi anstelle von Esteban Ocon für das Team fahren werde.

## Teams und Fahrer
In der Übersicht werden alle Fahrer aufgeführt, die für die Saison 2024 mit einem Rennstall einen Vertrag als Stamm-, Test- oder Ersatzfahrer abgeschlossen haben. Bei den Stammfahrern ergab sich keine Änderung gegenüber den letzten Rennen (19 bis 23) der Vorsaison. Die Teams sind nach dem Ergebnis der Konstrukteurs-WM 2023 angeordnet.
| Bild                                 | Team                                            | Chassis                           | Motor      | Reifen | Nr.  | Stammfahrer      | Rennen             | Test-/ Ersatzfahrer                                  |
| ------------------------------------ | ----------------------------------------------- | --------------------------------- | ---------- | ------ | ---- | ---------------- | ------------------ | ---------------------------------------------------- |
| Oracle Red Bull Racing               | Oracle Red Bull Racing                          | Red Bull Racing RB20              | Honda RBPT | P      | 01 a | Max Verstappen   | 1–24               | Liam Lawson                                          |
| Oracle Red Bull Racing               | Oracle Red Bull Racing                          | Red Bull Racing RB20              | Honda RBPT | P      | 11   | Sergio Pérez     | 1–24               | Liam Lawson                                          |
| Mercedes AMG F1 Team                 | Mercedes-AMG Petronas Formula One Team          | Mercedes-AMG F1 W15 E Performance | Mercedes   | P      | 63   | George Russell   | 1–24               | Mick Schumacher Frederik Vesti Andrea Kimi Antonelli |
| Mercedes AMG F1 Team                 | Mercedes-AMG Petronas Formula One Team          | Mercedes-AMG F1 W15 E Performance | Mercedes   | P      | 44   | Lewis Hamilton   | 1–24               | Mick Schumacher Frederik Vesti Andrea Kimi Antonelli |
| Scuderia Ferrari                     | Scuderia Ferrari                                | Ferrari SF-24                     | Ferrari    | P      | 16   | Charles Leclerc  | 1–24               | Oliver Bearman Arthur Leclerc Antonio Giovinazzi     |
| Scuderia Ferrari                     | Scuderia Ferrari                                | Ferrari SF-24                     | Ferrari    | P      | 55   | Carlos Sainz jr. | 1, 3–24            | Oliver Bearman Arthur Leclerc Antonio Giovinazzi     |
| Scuderia Ferrari                     | Scuderia Ferrari                                | Ferrari SF-24                     | Ferrari    | P      | 38   | Oliver Bearman   | 2                  | Oliver Bearman Arthur Leclerc Antonio Giovinazzi     |
| McLaren Formula 1 Team               | McLaren Formula 1 Team                          | McLaren MCL38                     | Mercedes   | P      | 81   | Oscar Piastri    | 1–24               | Patricio O’Ward Ryō Hirakawa                         |
| McLaren Formula 1 Team               | McLaren Formula 1 Team                          | McLaren MCL38                     | Mercedes   | P      | 04   | Lando Norris     | 1–24               | Patricio O’Ward Ryō Hirakawa                         |
| Aston Martin Aramco Formula One Team | Aston Martin Aramco Formula One Team            | Aston Martin AMR24                | Mercedes   | P      | 18   | Lance Stroll     | 1–24               | Felipe Drugovich Stoffel Vandoorne                   |
| Aston Martin Aramco Formula One Team | Aston Martin Aramco Formula One Team            | Aston Martin AMR24                | Mercedes   | P      | 14   | Fernando Alonso  | 1–24               | Felipe Drugovich Stoffel Vandoorne                   |
| BWT Alpine F1 Team                   | BWT Alpine F1 Team                              | Alpine A524                       | Renault    | P      | 31   | Esteban Ocon     | 1–23               | Jack Doohan                                          |
| BWT Alpine F1 Team                   | BWT Alpine F1 Team                              | Alpine A524                       | Renault    | P      | 61   | Jack Doohan      | 24                 | Jack Doohan                                          |
| BWT Alpine F1 Team                   | BWT Alpine F1 Team                              | Alpine A524                       | Renault    | P      | 10   | Pierre Gasly     | 1–24               | Jack Doohan                                          |
| Williams F1                          | Williams Racing                                 | Williams FW46                     | Mercedes   | P      | 23   | Alexander Albon  | 1–24               | Roy Nissany Jamie Chadwick                           |
| Williams F1                          | Williams Racing                                 | Williams FW46                     | Mercedes   | P      | 02   | Logan Sargeant   | 1–2, 4–15          | Roy Nissany Jamie Chadwick                           |
| Williams F1                          | Williams Racing                                 | Williams FW46                     | Mercedes   | P      | 43   | Franco Colapinto | 16–24              | Roy Nissany Jamie Chadwick                           |
| Visa Cash App RB Formula One Team    | Visa Cash App RB Formula One Team               | RB VCARB 01                       | Honda RBPT | P      | 03   | Daniel Ricciardo | 1–18               | Liam Lawson Ayumu Iwasa                              |
| Visa Cash App RB Formula One Team    | Visa Cash App RB Formula One Team               | RB VCARB 01                       | Honda RBPT | P      | 30   | Liam Lawson      | 19–24              | Liam Lawson Ayumu Iwasa                              |
| Visa Cash App RB Formula One Team    | Visa Cash App RB Formula One Team               | RB VCARB 01                       | Honda RBPT | P      | 22   | Yuki Tsunoda     | 1–24               | Liam Lawson Ayumu Iwasa                              |
| Stake F1 Team Kick Sauber            | Stake F1 Team Kick Sauber Kick Sauber F1 Team b | KICK Sauber C44                   | Ferrari    | P      | 77   | Valtteri Bottas  | 1–24               | Théo Pourchaire Zane Maloney Robert Schwarzman       |
| Stake F1 Team Kick Sauber            | Stake F1 Team Kick Sauber Kick Sauber F1 Team b | KICK Sauber C44                   | Ferrari    | P      | 24   | Zhou Guanyu      | 1–24               | Théo Pourchaire Zane Maloney Robert Schwarzman       |
| MoneyGram Haas F1 Team               | MoneyGram Haas F1 Team                          | Haas VF-24                        | Ferrari    | P      | 20   | Kevin Magnussen  | 1–16, 18–20, 22–24 | Pietro Fittipaldi Oliver Bearman                     |
| MoneyGram Haas F1 Team               | MoneyGram Haas F1 Team                          | Haas VF-24                        | Ferrari    | P      | 27   | Nico Hülkenberg  | 1–24               | Pietro Fittipaldi Oliver Bearman                     |
| MoneyGram Haas F1 Team               | MoneyGram Haas F1 Team                          | Haas VF-24                        | Ferrari    | P      | 50   | Oliver Bearman   | 17, 21             | Pietro Fittipaldi Oliver Bearman                     |

Anmerkung:

## Saisonvorbereitung

### Testfahrten
Die Wintertestfahrten vor der Formel-1-Weltmeisterschaft 2024 finden vom 21. bis zum 23. Februar genau wie der erste Saisonlauf auf dem Bahrain International Circuit statt.
Am ersten Tag fuhr Max Verstappen die schnellste Runde mit einer Zeit von 1:31,344 Minuten. Mit bereits gut 1 Sekunde Rückstand platzierte sich dahinter Lando Norris. Carlos Sainz jr. im Ferrari erzielte die drittbeste Zeit.
Mit 143 Runden fuhr Verstappen die meisten Runden, vor George Russell, der es auf 122 Runden brachte. Sergio Pérez und Lewis Hamilton setzten für den ersten Testtag aus.
Die wenigsten gefahrenen Runden hatten Zhou Guanyu und Logan Sargeant mit jeweils 21.
Am zweiten Tag gelang es Sainz jr., mit einer Zeit von 1:29,921 Minuten, die schnellste Runde zu fahren. Pérez und Hamilton komplettierten die ersten 3 mit einer Zeit von 1:30,679 Minuten bzw. von 1:31,066 Minuten.
Keine Runde an diesem Tag fuhren Verstappen, Russell und Alexander Albon. Pérez absolvierte die meisten Runden mit 129, gefolgt von Hamilton, der es auf 123 brachte. Sargeant wies mit 117 die drittmeisten Runden auf.
Die wenigsten Runden am zweiten Testtag fuhren Fernando Alonso und Nico Hülkenberg mit jeweils 31.
Am dritten und letzten Testtag fuhr Leclerc in 1:30,322 Minuten die Bestzeit vor Russell und Zhou.

### Testergebnisse
| Pos. | Fahrer           | Konstrukteur                 | Beste Runde | Tag 1      | Tag 2      | Tag 3      | Runden |
| ---- | ---------------- | ---------------------------- | ----------- | ---------- | ---------- | ---------- | ------ |
| 01   | Carlos Sainz jr. | Ferrari                      | 1:29,921    | 1:32,584   | 1:29,921   | 1:31,247   | 224    |
| 02   | Charles Leclerc  | Ferrari                      | 1:30,322    | 1:33,247   | 1:31,750   | 1:30,322   | 192    |
| 03   | George Russell   | Mercedes                     | 1:30,368    | 1:34,109   | keine Zeit | 1:30,368   | 189    |
| 04   | Zhou Guanyu      | Kick Sauber-Ferrari          | 1:30,647    | 1:33,871   | 1:33,715   | 1:30,647   | 144    |
| 05   | Sergio Pérez     | Red Bull Racing-Honda RBPT   | 1:30,679    | keine Zeit | 1:30,679   | 1:31,483   | 182    |
| 06   | Max Verstappen   | Red Bull Racing-Honda RBPT   | 1:30,755    | 1:31,344   | keine Zeit | 1:30,755   | 209    |
| 07   | Yuki Tsunoda     | RB-Honda RBPT                | 1:30,775    | 1:34,136   | 1:38,074   | 1:30,775   | 157    |
| 08   | Alexander Albon  | Williams-Mercedes            | 1:30,984    | 1:34,587   | keine Zeit | 1:30,984   | 161    |
| 09   | Oscar Piastri    | McLaren-Mercedes             | 1:31,030    | 1:33,658   | 1:32,328   | 1:31,030   | 183    |
| 10   | Lewis Hamilton   | Mercedes                     | 1:31,066    | keine Zeit | 1:31,066   | 1:31,999   | 172    |
| 11   | Fernando Alonso  | Aston Martin Aramco-Mercedes | 1:31,159    | 1:33,385   | 1:33,053   | 1:31,159   | 183    |
| 12   | Lando Norris     | McLaren-Mercedes             | 1:31,256    | 1:32,484   | 1:31,256   | 1:32,108   | 145    |
| 13   | Daniel Ricciardo | RB-Honda RBPT                | 1:31,361    | 1:32,599   | 1:31,361   | 1:37,015   | 210    |
| 14   | Nico Hülkenberg  | Haas-Ferrari                 | 1:31,686    | 1:35,906   | 1:37,509   | 1:31,686   | 202    |
| 15   | Lance Stroll     | Aston Martin Aramco-Mercedes | 1:32,029    | 1:33,007   | 1:32,029   | 1:32,038   | 196    |
| 16   | Esteban Ocon     | Alpine-Renault               | 1:32,061    | 1:34,677   | 1:32,061   | 1:33,079   | 192    |
| 17   | Pierre Gasly     | Alpine-Renault               | 1:32,149    | 1:32,805   | 1:33,804   | 1:32,149   | 141    |
| 18   | Valtteri Bottas  | Kick Sauber-Ferrari          | 1:32,227    | 1:34,431   | 1:32,227   | 1:33,528   | 193    |
| 19   | Logan Sargeant   | Williams-Mercedes            | 1:32,578    | 1:33,882   | 1:32,578   | keine Zeit | 138    |
| 20   | Kevin Magnussen  | Haas-Ferrari                 | 1:33,053    | 1:35,692   | 1:36,611   | 1:33,053   | 239    |

## Rennkalender
Der Rennkalender wurde am 5. Juli 2023 veröffentlicht und umfasst 24 Rennen.
Ungewöhnlich ist, dass bei den ersten beiden Rennen der Saison in Bahrain und Saudi-Arabien der Grand Prix an einem Samstag ausgetragen wird. Diese Entscheidung wurde getroffen, um dem Ramadan Rechnung zu tragen. Wie auch bereits im Jahr 2023 wird der Große Preis von Las Vegas erneut an einem Samstag ausgetragen, jedoch Mitteleuropäischer Zeit am Sonntagmorgen stattfinden.
Die beiden Grands Prix in Aserbaidschan und Japan tauschen im Vergleich zum Vorjahr ihre Plätze im Kalender, wodurch der Japan-Grand-Prix an den Anfang der Saison rückt und nun direkt vor dem Großen Preis von China stattfindet, und der Aserbaidschan-Grand-Prix rückt an das Ende der Rennen in Europa. Dies soll dazu beitragen, weite Reisen zwischen Rennwochenenden zu reduzieren und somit CO2-Emissionen einzusparen.
| Nr. | Datum         | Grand Prix (Strecke)         | Distanz (km) | Sieger                                      | Zweiter                                     | Dritter                                     | Pole- Position                              | Schnellste Rennrunde                           | Gesamtführender Fahrer                      | Gesamtführender Konstrukteur |
| --- | ------------- | ---------------------------- | ------------ | ------------------------------------------- | ------------------------------------------- | ------------------------------------------- | ------------------------------------------- | ---------------------------------------------- | ------------------------------------------- | ---------------------------- |
| 01  | 2. März       | Bahrain (as-Sachir)          | 308,238      | Max Verstappen (Red Bull Racing-Honda RBPT) | Sergio Pérez (Red Bull Racing-Honda RBPT)   | Carlos Sainz jr. (Ferrari)                  | Max Verstappen (Red Bull Racing-Honda RBPT) | Max Verstappen (Red Bull Racing-Honda RBPT)    | Max Verstappen (Red Bull Racing-Honda RBPT) | Red Bull Racing-Honda RBPT   |
| 02  | 9. März       | Saudi-Arabien (Dschidda)     | 308,450      | Max Verstappen (Red Bull Racing-Honda RBPT) | Sergio Pérez (Red Bull Racing-Honda RBPT)   | Charles Leclerc (Ferrari)                   | Max Verstappen (Red Bull Racing-Honda RBPT) | Charles Leclerc (Ferrari)                      | Max Verstappen (Red Bull Racing-Honda RBPT) | Red Bull Racing-Honda RBPT   |
| 03  | 24. März      | Australien (Melbourne)       | 306,124      | Carlos Sainz jr. (Ferrari)                  | Charles Leclerc (Ferrari)                   | Lando Norris (McLaren-Mercedes)             | Max Verstappen (Red Bull Racing-Honda RBPT) | Charles Leclerc (Ferrari)                      | Max Verstappen (Red Bull Racing-Honda RBPT) | Red Bull Racing-Honda RBPT   |
| 04  | 7. April      | Japan (Suzuka)               | 307,771      | Max Verstappen (Red Bull Racing-Honda RBPT) | Sergio Pérez (Red Bull Racing-Honda RBPT)   | Carlos Sainz jr. (Ferrari)                  | Max Verstappen (Red Bull Racing-Honda RBPT) | Max Verstappen (Red Bull Racing-Honda RBPT)    | Max Verstappen (Red Bull Racing-Honda RBPT) | Red Bull Racing-Honda RBPT   |
| 05  | 20. April     | China (Shanghai)             | 103,569      | Max Verstappen (Red Bull Racing-Honda RBPT) | Lewis Hamilton (Mercedes)                   | Sergio Pérez (Red Bull Racing-Honda RBPT)   | Lando Norris (McLaren-Mercedes)             | Max Verstappen (Red Bull Racing-Honda RBPT)    | Max Verstappen (Red Bull Racing-Honda RBPT) | Red Bull Racing-Honda RBPT   |
| 05  | 21. April     | China (Shanghai)             | 305,066      | Max Verstappen (Red Bull Racing-Honda RBPT) | Lando Norris (McLaren-Mercedes)             | Sergio Pérez (Red Bull Racing-Honda RBPT)   | Max Verstappen (Red Bull Racing-Honda RBPT) | Fernando Alonso (Aston Martin Aramco-Mercedes) | Max Verstappen (Red Bull Racing-Honda RBPT) | Red Bull Racing-Honda RBPT   |
| 06  | 4. Mai        | Miami (Miami Gardens)        | 102,828      | Max Verstappen (Red Bull Racing-Honda RBPT) | Charles Leclerc (Ferrari)                   | Sergio Pérez (Red Bull Racing-Honda RBPT)   | Max Verstappen (Red Bull Racing-Honda RBPT) | Max Verstappen (Red Bull Racing-Honda RBPT)    | Max Verstappen (Red Bull Racing-Honda RBPT) | Red Bull Racing-Honda RBPT   |
| 06  | 5. Mai        | Miami (Miami Gardens)        | 308,484      | Lando Norris (McLaren-Mercedes)             | Max Verstappen (Red Bull Racing-Honda RBPT) | Charles Leclerc (Ferrari)                   | Max Verstappen (Red Bull Racing-Honda RBPT) | Oscar Piastri (McLaren-Mercedes)               | Max Verstappen (Red Bull Racing-Honda RBPT) | Red Bull Racing-Honda RBPT   |
| 07  | 19. Mai       | Emilia-Romagna (Imola)       | 310,779      | Max Verstappen (Red Bull Racing-Honda RBPT) | Lando Norris (McLaren-Mercedes)             | Charles Leclerc (Ferrari)                   | Max Verstappen (Red Bull Racing-Honda RBPT) | George Russell (Mercedes)                      | Max Verstappen (Red Bull Racing-Honda RBPT) | Red Bull Racing-Honda RBPT   |
| 08  | 26. Mai       | Monaco (Monte Carlo)         | 260,286      | Charles Leclerc (Ferrari)                   | Oscar Piastri (McLaren-Mercedes)            | Carlos Sainz jr. (Ferrari)                  | Charles Leclerc (Ferrari)                   | Lewis Hamilton (Mercedes)                      | Max Verstappen (Red Bull Racing-Honda RBPT) | Red Bull Racing-Honda RBPT   |
| 09  | 9. Juni       | Kanada (Montréal)            | 305,270      | Max Verstappen (Red Bull Racing-Honda RBPT) | Lando Norris (McLaren-Mercedes)             | George Russell (Mercedes)                   | George Russell (Mercedes)                   | Lewis Hamilton (Mercedes)                      | Max Verstappen (Red Bull Racing-Honda RBPT) | Red Bull Racing-Honda RBPT   |
| 10  | 23. Juni      | Spanien (Montmeló)           | 307,236      | Max Verstappen (Red Bull Racing-Honda RBPT) | Lando Norris (McLaren-Mercedes)             | Lewis Hamilton (Mercedes)                   | Lando Norris (McLaren-Mercedes)             | Lando Norris (McLaren-Mercedes)                | Max Verstappen (Red Bull Racing-Honda RBPT) | Red Bull Racing-Honda RBPT   |
| 11  | 29. Juni      | Österreich (Spielberg)       | 99,314       | Max Verstappen (Red Bull Racing-Honda RBPT) | Oscar Piastri (McLaren-Mercedes)            | Lando Norris (McLaren-Mercedes)             | Max Verstappen (Red Bull Racing-Honda RBPT) | Lando Norris (McLaren-Mercedes)                | Max Verstappen (Red Bull Racing-Honda RBPT) | Red Bull Racing-Honda RBPT   |
| 11  | 30. Juni      | Österreich (Spielberg)       | 306,452      | George Russell (Mercedes)                   | Oscar Piastri (McLaren-Mercedes)            | Carlos Sainz jr. (Ferrari)                  | Max Verstappen (Red Bull Racing-Honda RBPT) | Fernando Alonso (Aston Martin Aramco-Mercedes) | Max Verstappen (Red Bull Racing-Honda RBPT) | Red Bull Racing-Honda RBPT   |
| 12  | 7. Juli       | Großbritannien (Silverstone) | 306,198      | Lewis Hamilton (Mercedes)                   | Max Verstappen (Red Bull Racing-Honda RBPT) | Lando Norris (McLaren-Mercedes)             | George Russell (Mercedes)                   | Carlos Sainz jr. (Ferrari)                     | Max Verstappen (Red Bull Racing-Honda RBPT) | Red Bull Racing-Honda RBPT   |
| 13  | 21. Juli      | Ungarn (Mogyoród)            | 306,630      | Oscar Piastri (McLaren-Mercedes)            | Lando Norris (McLaren-Mercedes)             | Lewis Hamilton (Mercedes)                   | Lando Norris (McLaren-Mercedes)             | George Russell (Mercedes)                      | Max Verstappen (Red Bull Racing-Honda RBPT) | Red Bull Racing-Honda RBPT   |
| 14  | 28. Juli      | Belgien (Spa-Francorchamps)  | 308,052      | Lewis Hamilton (Mercedes)                   | Oscar Piastri (McLaren-Mercedes)            | Charles Leclerc (Ferrari)                   | Charles Leclerc 1 (Ferrari)                 | Sergio Pérez (Red Bull Racing-Honda RBPT)      | Max Verstappen (Red Bull Racing-Honda RBPT) | Red Bull Racing-Honda RBPT   |
| 15  | 25. August    | Niederlande (Zandvoort)      | 306,587      | Lando Norris (McLaren-Mercedes)             | Max Verstappen (Red Bull Racing-Honda RBPT) | Charles Leclerc (Ferrari)                   | Lando Norris (McLaren-Mercedes)             | Lando Norris (McLaren-Mercedes)                | Max Verstappen (Red Bull Racing-Honda RBPT) | Red Bull Racing-Honda RBPT   |
| 16  | 1. September  | Italien (Monza)              | 306,720      | Charles Leclerc (Ferrari)                   | Oscar Piastri (McLaren-Mercedes)            | Lando Norris (McLaren-Mercedes)             | Lando Norris (McLaren-Mercedes)             | Lando Norris (McLaren-Mercedes)                | Max Verstappen (Red Bull Racing-Honda RBPT) | Red Bull Racing-Honda RBPT   |
| 17  | 15. September | Aserbaidschan (Baku)         | 306,153      | Oscar Piastri (McLaren-Mercedes)            | Charles Leclerc (Ferrari)                   | George Russell (Mercedes)                   | Charles Leclerc (Ferrari)                   | Lando Norris (McLaren-Mercedes)                | Max Verstappen (Red Bull Racing-Honda RBPT) | McLaren-Mercedes             |
| 18  | 22. September | Singapur (Singapur)          | 306,28       | Lando Norris (McLaren-Mercedes)             | Max Verstappen (Red Bull Racing-Honda RBPT) | Oscar Piastri (McLaren-Mercedes)            | Lando Norris (McLaren-Mercedes)             | Daniel Ricciardo (RB-Honda RBPT)               | Max Verstappen (Red Bull Racing-Honda RBPT) | McLaren-Mercedes             |
| 19  | 19. Oktober   | USA (Austin)                 | 102,828      | Max Verstappen (Red Bull Racing-Honda RBPT) | Carlos Sainz jr. (Ferrari)                  | Lando Norris (McLaren-Mercedes)             | Max Verstappen (Red Bull Racing-Honda RBPT) | Max Verstappen (Red Bull Racing-Honda RBPT)    | Max Verstappen (Red Bull Racing-Honda RBPT) | McLaren-Mercedes             |
| 19  | 20. Oktober   | USA (Austin)                 | 308,484      | Charles Leclerc (Ferrari)                   | Carlos Sainz jr. (Ferrari)                  | Max Verstappen (Red Bull Racing-Honda RBPT) | Lando Norris (McLaren-Mercedes)             | Esteban Ocon (Alpine-Renault)                  | Max Verstappen (Red Bull Racing-Honda RBPT) | McLaren-Mercedes             |
| 20  | 27. Oktober   | Mexiko (Mexiko-Stadt)        | 305,584      | Carlos Sainz jr. (Ferrari)                  | Lando Norris (McLaren-Mercedes)             | Charles Leclerc (Ferrari)                   | Carlos Sainz jr. (Ferrari)                  | Charles Leclerc (Ferrari)                      | Max Verstappen (Red Bull Racing-Honda RBPT) | McLaren-Mercedes             |
| 21  | 2. November   | São Paulo (Interlagos)       | 103,416      | Lando Norris (McLaren-Mercedes)             | Oscar Piastri (McLaren-Mercedes)            | Charles Leclerc (Ferrari)                   | Oscar Piastri (McLaren-Mercedes)            | Sergio Pérez (Red Bull Racing-Honda RBPT)      | Max Verstappen (Red Bull Racing-Honda RBPT) | McLaren-Mercedes             |
| 21  | 3. November   | São Paulo (Interlagos)       | 297,261      | Max Verstappen (Red Bull Racing-Honda RBPT) | Esteban Ocon (Alpine-Renault)               | Pierre Gasly (Alpine-Renault)               | Lando Norris (McLaren-Mercedes)             | Max Verstappen (Red Bull Racing-Honda RBPT)    | Max Verstappen (Red Bull Racing-Honda RBPT) | McLaren-Mercedes             |
| 22  | 23. November  | Las Vegas (Las Vegas)        | 310,05       | George Russell (Mercedes)                   | Lewis Hamilton (Mercedes)                   | Carlos Sainz jr. (Ferrari)                  | George Russell (Mercedes)                   | Lando Norris (McLaren-Mercedes)                | Max Verstappen (Red Bull Racing-Honda RBPT) | McLaren-Mercedes             |
| 23  | 30. November  | Katar (Doha)                 | 102,961      | Oscar Piastri (McLaren-Mercedes)            | Lando Norris (McLaren-Mercedes)             | George Russell (Mercedes)                   | Lando Norris (McLaren-Mercedes)             | Charles Leclerc (Ferrari)                      | Max Verstappen (Red Bull Racing-Honda RBPT) | McLaren-Mercedes             |
| 23  | 1. Dezember   | Katar (Doha)                 | 308,883      | Max Verstappen (Red Bull Racing-Honda RBPT) | Charles Leclerc (Ferrari)                   | Oscar Piastri (McLaren-Mercedes)            | George Russell 2 (Mercedes)                 | Lando Norris (McLaren-Mercedes)                | Max Verstappen (Red Bull Racing-Honda RBPT) | McLaren-Mercedes             |
| 24  | 8. Dezember   | Abu Dhabi (Yas-Insel)        | 306,298      | Lando Norris (McLaren-Mercedes)             | Carlos Sainz jr. (Ferrari)                  | Charles Leclerc (Ferrari)                   | Lando Norris (McLaren-Mercedes)             | Kevin Magnussen (Haas-Ferrari)                 | Max Verstappen (Red Bull Racing-Honda RBPT) | McLaren-Mercedes             |

Anmerkung:

Die Ergebnisse von Sprints sind grau hinterlegt.

## Rennberichte

### Großer Preis von Bahrain
| Platz | Fahrer           | Team                       | Zeit        |
| ----- | ---------------- | -------------------------- | ----------- |
| 1     | Max Verstappen   | Red Bull Racing-Honda RBPT | 1:31:44,742 |
| 2     | Sergio Pérez     | Red Bull Racing-Honda RBPT | + 22,457    |
| 3     | Carlos Sainz jr. | Ferrari                    | + 25,110    |
| PP    | Max Verstappen   | Red Bull Racing-Honda RBPT | 1:29,179    |
| SR    | Max Verstappen   | Red Bull Racing-Honda RBPT | 1:32,608    |

Der Große Preis von Bahrain auf dem Bahrain International Circuit fand am 2. März 2024 statt und ging über eine Distanz von 57 Runden à 5,412 km, was einer Gesamtdistanz von 308,434 km entspricht.
Max Verstappen gewann das Rennen vor Sergio Pérez und Carlos Sainz.

### Großer Preis von Saudi-Arabien
| Platz | Fahrer          | Team                       | Zeit        |
| ----- | --------------- | -------------------------- | ----------- |
| 1     | Max Verstappen  | Red Bull Racing-Honda RBPT | 1:20:43,273 |
| 2     | Sergio Pérez    | Red Bull Racing-Honda RBPT | + 13,643    |
| 3     | Charles Leclerc | Ferrari                    | + 18,639    |
| PP    | Max Verstappen  | Red Bull Racing-Honda RBPT | 1:27,472    |
| SR    | Charles Leclerc | Ferrari                    | 1:31,632    |

Der Große Preis von Saudi-Arabien auf dem Jeddah Corniche Circuit fand am 9. März 2024 statt und ging über eine Distanz von 50 Runden à 6,174 km, was einer Gesamtdistanz von 308,7 km entspricht.
Max Verstappen gewann das Rennen vor Sergio Pérez und Charles Leclerc.

### Großer Preis von Australien
| Platz | Fahrer           | Team                       | Zeit        |
| ----- | ---------------- | -------------------------- | ----------- |
| 1     | Carlos Sainz jr. | Ferrari                    | 1:20:26,843 |
| 2     | Charles Leclerc  | Ferrari                    | + 2,366     |
| 3     | Lando Norris     | McLaren-Mercedes           | + 5,904     |
| PP    | Max Verstappen   | Red Bull Racing-Honda RBPT | 1:15,915    |
| SR    | Charles Leclerc  | Ferrari                    | 1:19,813    |

Der Große Preis von Australien auf dem Albert Park Circuit fand am 24. März 2024 statt und ging über eine Distanz von 58 Runden à 5,278 km, was einer Gesamtdistanz von 306,124 km entspricht.
Carlos Sainz jr. gewann das Rennen vor Charles Leclerc und Lando Norris. Für Ferrari war es der erste Doppelsieg seit dem Großen Preis von Bahrain 2022.

### Großer Preis von Japan
| Platz | Fahrer           | Team                       | Zeit        |
| ----- | ---------------- | -------------------------- | ----------- |
| 1     | Max Verstappen   | Red Bull Racing-Honda RBPT | 1:54:23,566 |
| 2     | Sergio Pérez     | Red Bull Racing-Honda RBPT | + 12,535    |
| 3     | Carlos Sainz jr. | Ferrari                    | + 20,866    |
| PP    | Max Verstappen   | Red Bull Racing-Honda RBPT | 1:28,197    |
| SR    | Max Verstappen   | Red Bull Racing-Honda RBPT | 1:33,706    |

Der Große Preis von Japan auf dem Suzuka International Racing Course Suzuka fand am 7. April 2024 statt und ging über eine Distanz von 53 Runden à 5,807 km, was einer Gesamtdistanz von 307,471 km entspricht.
Max Verstappen gewann das Rennen vor Sergio Pérez und Carlos Sainz.

### Großer Preis von China
| Platz | Fahrer          | Team                         | Zeit        |
| ----- | --------------- | ---------------------------- | ----------- |
| 1     | Max Verstappen  | Red Bull Racing-Honda RBPT   | 1:40:52,554 |
| 2     | Lando Norris    | McLaren-Mercedes             | + 13,773    |
| 3     | Sergio Pérez    | Red Bull Racing-Honda RBPT   | + 19,160    |
| PP    | Max Verstappen  | Red Bull Racing-Honda RBPT   | 1:33,660    |
| SR    | Fernando Alonso | Aston Martin Aramco-Mercedes | 1:37,810    |

Der Große Preis von China auf dem Shanghai International Circuit in Shanghai fand am 21. April 2024 statt und ging über eine Distanz von 56 Runden à 5,451 km, was einer Gesamtdistanz von 305,066 km entspricht.
Max Verstappen gewann das Rennen vor Lando Norris und Sergio Pérez.

### Großer Preis von Miami
| Platz | Fahrer          | Team                       | Zeit        |
| ----- | --------------- | -------------------------- | ----------- |
| 1     | Lando Norris    | McLaren-Mercedes           | 1:30:49,876 |
| 2     | Max Verstappen  | Red Bull Racing-Honda RBPT | + 7,612     |
| 3     | Charles Leclerc | Ferrari                    | + 9,920     |
| PP    | Max Verstappen  | Red Bull Racing-Honda RBPT | 1:27,241    |
| SR    | Oscar Piastri   | McLaren-Mercedes           | 1:30,634    |

Der Große Preis von Miami auf dem Miami International Autodrome fand am 5. Mai 2024 statt und ging über eine Distanz von 57 Runden à 5,412 km, was einer Gesamtdistanz von 308,484 km entspricht.
Lando Norris gewann das Rennen vor Max Verstappen und Charles Leclerc. Es war der erste Grand-Prix Sieg für Norris, nachdem er zuvor bereits 15 Podiumsplatzierungen erreichte. 

### Großer Preis der Emilia-Romagna
| Platz | Fahrer          | Team                       | Zeit        |
| ----- | --------------- | -------------------------- | ----------- |
| 1     | Max Verstappen  | Red Bull Racing-Honda RBPT | 1:25:25,252 |
| 2     | Lando Norris    | McLaren-Mercedes           | + 0,725     |
| 3     | Charles Leclerc | Ferrari                    | + 7,916     |
| PP    | Max Verstappen  | Red Bull Racing-Honda RBPT | 1:27,241    |
| SR    | George Russell  | Mercedes                   | 1:18,589    |

Der Große Preis der Emilia-Romagna auf dem Autodromo Enzo e Dino Ferrari fand am 19. Mai 2024 statt und ging über eine Distanz von 63 Runden à 4,933 km, was einer Gesamtdistanz von 310,779 km entspricht.
Max Verstappen gewann das Rennen vor Lando Norris und Charles Leclerc.

### Großer Preis von Monaco
| Platz | Fahrer           | Team             | Zeit        |
| ----- | ---------------- | ---------------- | ----------- |
| 1     | Charles Leclerc  | Ferrari          | 2:23:15,554 |
| 2     | Oscar Piastri    | McLaren-Mercedes | + 7,152     |
| 3     | Carlos Sainz jr. | Ferrari          | + 7,585     |
| PP    | Charles Leclerc  | Ferrari          | 1:10,270    |
| SR    | Lewis Hamilton   | Mercedes         | 1:14,165    |

Der Große Preis von Monaco auf dem Circuit de Monaco fand am 26. Mai 2024 statt und ging über eine Distanz von 78 Runden à 3,337 km, was einer Gesamtdistanz von 260,286 km entspricht.
Charles Leclerc gewann das Rennen vor Oscar Piastri und Carlos Sainz jr.

### Großer Preis von Kanada
| Platz | Fahrer         | Team                       | Zeit        |
| ----- | -------------- | -------------------------- | ----------- |
| 1     | Max Verstappen | Red Bull Racing-Honda RBPT | 1:45:47,927 |
| 2     | Lando Norris   | McLaren-Mercedes           | + 3,869     |
| 3     | George Russell | Mercedes                   | + 4,317     |
| PP    | George Russell | Mercedes                   | 1:12,000    |
| SR    | Lewis Hamilton | Mercedes                   | 1:14,856    |

Der Große Preis von Kanada auf dem Circuit Gilles-Villeneuve fand am 9. Juni 2024 statt und ging über eine Distanz von 70 Runden à 4,361 km, was einer Gesamtdistanz von 305,270 km entspricht.
Max Verstappen gewann das Rennen vor Lando Norris und George Russell.

### Großer Preis von Spanien
| Platz | Fahrer         | Team                       | Zeit        |
| ----- | -------------- | -------------------------- | ----------- |
| 1     | Max Verstappen | Red Bull Racing-Honda RBPT | 1:28:20,227 |
| 2     | Lando Norris   | McLaren-Mercedes           | + 2,219     |
| 3     | Lewis Hamilton | Mercedes                   | + 17,790    |
| PP    | Lando Norris   | McLaren-Mercedes           | 1:11,383    |
| SR    | Lando Norris   | McLaren-Mercedes           | 1:17,115    |

Der Große Preis von Spanien auf dem Circuit de Barcelona-Catalunya fand am 23. Juni 2024 statt und ging über eine Distanz von 66 Runden à 4,657 km, was einer Gesamtdistanz von 307,362 km entspricht.
Max Verstappen gewann das Rennen vor Lando Norris und Lewis Hamilton.

### Großer Preis von Österreich
| Platz | Fahrer           | Team                         | Zeit        |
| ----- | ---------------- | ---------------------------- | ----------- |
| 1     | George Russell   | Mercedes                     | 1:24:22,798 |
| 2     | Oscar Piastri    | McLaren-Mercedes             | + 1,906     |
| 3     | Carlos Sainz jr. | Ferrari                      | + 4,533     |
| PP    | Max Verstappen   | Red Bull Racing-Honda RBPT   | 1:04,314    |
| SR    | Fernando Alonso  | Aston Martin Aramco-Mercedes | 1:07,694    |

Der Große Preis von Österreich auf dem Red Bull Ring fand am 30. Juni 2024 statt und ging über eine Distanz von 71 Runden à 4,318 km, was einer Gesamtdistanz von 306,578 km entspricht.
George Russell gewann das Rennen vor Oscar Piastri und Carlos Sainz jr.

### Großer Preis von Großbritannien
| Platz | Fahrer           | Team                       | Zeit        |
| ----- | ---------------- | -------------------------- | ----------- |
| 1     | Lewis Hamilton   | Mercedes                   | 1:22:27,059 |
| 2     | Max Verstappen   | Red Bull Racing-Honda RBPT | + 1,465     |
| 3     | Lando Norris     | McLaren-Mercedes           | + 7,547     |
| PP    | George Russell   | Mercedes                   | 1:25,819    |
| SR    | Carlos Sainz jr. | Ferrari                    | 1:28,293    |

Der Große Preis von Großbritannien auf dem Silverstone Circuit fand am 7. Juli 2024 statt und ging über eine Distanz von 52 Runden à 5,891 km, was einer Gesamtdistanz von 306,332 km entspricht.
Lewis Hamilton gewann das Rennen vor Max Verstappen und Lando Norris. Es war Hamiltons neunter Sieg beim Großen Preis von Großbritannien, womit er einen neuen Rekord für die meisten Siege auf einer Strecke aufstellte. Außerdem war es Hamiltons erster Sieg seit dem Großen Preis von Saudi-Arabien 2021 und der erste Rennsieg für einen Fahrer, nachdem er die Marke von 300 Rennstarts überschritten hatte. Mit 6237 Tagen stellte Hamilton zusätzlich einen neuen Rekord für die Dauer zwischen seinem ersten Rennsieg beim Großen Preis von Kanada 2007 und diesem auf, zwischen den beiden Rennen sind bis fast auf den Tag genau 17 Jahre und ein Monat vergangen.

### Großer Preis von Ungarn
| Platz | Fahrer         | Team             | Zeit        |
| ----- | -------------- | ---------------- | ----------- |
| 1     | Oscar Piastri  | McLaren-Mercedes | 1:38:01,989 |
| 2     | Lando Norris   | McLaren-Mercedes | + 2,141     |
| 3     | Lewis Hamilton | Mercedes         | + 12,739    |
| PP    | Lando Norris   | McLaren-Mercedes | 1:15,227    |
| SR    | George Russell | Mercedes         | 1:20,305    |

Der Große Preis von Ungarn auf dem Hungaroring fand am 21. Juli 2024 statt und ging über eine Distanz von 70 Runden à 4,381 km, was einer Gesamtdistanz von 306,63 km entspricht.
Oscar Piastri gewann das Rennen vor Lando Norris und Lewis Hamilton.
Es war Piastris erster Sieg in der Formel 1. Zudem ist Piastri der erste Grand-Prix-Sieger, der im 21. Jahrhundert geboren wurde. 

### Großer Preis von Belgien
| Platz | Fahrer          | Team                       | Zeit        |
| ----- | --------------- | -------------------------- | ----------- |
| 1     | Lewis Hamilton  | Mercedes                   | 1:19:57,000 |
| 2     | Oscar Piastri   | McLaren-Mercedes           | + 1,173     |
| 3     | Charles Leclerc | Ferrari                    | + 8,549     |
| PP    | Charles Leclerc | Ferrari                    | 1:53,754    |
| SR    | Sergio Pérez    | Red Bull Racing-Honda RBPT | 1:44,701    |

Der Große Preis von Belgien auf dem Circuit de Spa-Francorchamps fand am 28. Juli 2024 statt und ging über eine Distanz von 44 Runden à 7,004 km, was einer Gesamtdistanz von 308,052 km entspricht.
Lewis Hamilton gewann das Rennen vor Oscar Piastri und Charles Leclerc, nachdem der eigentliche Rennsieger George Russell nachträglich wegen Untergewichts seines Wagens disqualifiziert worden war.

### Großer Preis der Niederlande
| Platz | Fahrer          | Team                       | Zeit        |
| ----- | --------------- | -------------------------- | ----------- |
| 1     | Lando Norris    | McLaren-Mercedes           | 1:30:45,519 |
| 2     | Max Verstappen  | Red Bull Racing-Honda RBPT | + 22,896    |
| 3     | Charles Leclerc | Ferrari                    | + 25,439    |
| PP    | Lando Norris    | McLaren-Mercedes           | 1:09,673    |
| SR    | Lando Norris    | McLaren-Mercedes           | 1:13,817    |

Der Große Preis der Niederlande auf dem Circuit Zandvoort fand am 25. August 2024 statt und ging über eine Distanz von 72 Runden à 4,259 km, was einer Gesamtdistanz von 306,648 km entspricht.
Lando Norris gewann das Rennen vor Max Verstappen und Charles Leclerc.

### Großer Preis von Italien
| Platz | Fahrer          | Team             | Zeit        |
| ----- | --------------- | ---------------- | ----------- |
| 1     | Charles Leclerc | Ferrari          | 1:14:40,727 |
| 2     | Oscar Piastri   | McLaren-Mercedes | + 2,664     |
| 3     | Lando Norris    | McLaren-Mercedes | + 6,153     |
| PP    | Lando Norris    | McLaren-Mercedes | 1:19,327    |
| SR    | Lando Norris    | McLaren-Mercedes | 1:21,432    |

Der Große Preis von Italien auf dem Autodromo Nazionale Monza fand am 1. September 2024 statt und ging über eine Distanz von 53 Runden à 5,793 km, was einer Gesamtdistanz von 306,720 km entspricht.
Charles Leclerc gewann das Rennen vor Oscar Piastri und Lando Norris. Es war der erste Sieg für Ferrari in Monza seit der Weltmeisterschaft 2019.

### Großer Preis von Aserbaidschan
| Platz | Fahrer          | Team             | Zeit        |
| ----- | --------------- | ---------------- | ----------- |
| 1     | Oscar Piastri   | McLaren-Mercedes | 1:32:58,007 |
| 2     | Charles Leclerc | Ferrari          | + 10,910    |
| 3     | George Russell  | Mercedes         | + 31,328    |
| PP    | Charles Leclerc | Ferrari          | 1:41,365    |
| SR    | Lando Norris    | McLaren-Mercedes | 1:45,205    |

Der Große Preis von Aserbaidschan auf dem Baku City Circuit fand am 15. September 2024 statt und ging über eine Distanz von 51 Runden à 6,003 km, was einer Gesamtdistanz von 306,153 km entspricht.
Oscar Piastri gewann das Rennen vor Charles Leclerc und George Russell.

### Großer Preis von Singapur
| Platz | Fahrer           | Team                       | Zeit        |
| ----- | ---------------- | -------------------------- | ----------- |
| 1     | Lando Norris     | McLaren-Mercedes           | 1:40:52,571 |
| 2     | Max Verstappen   | Red Bull Racing-Honda RBPT | + 20,945    |
| 3     | Oscar Piastri    | McLaren-Mercedes           | + 41,823    |
| PP    | Lando Norris     | McLaren-Mercedes           | 1:29,525    |
| SR    | Daniel Ricciardo | RB-Honda RBPT              | 1:34,468    |

Der Große Preis von Singapur auf dem Marina Bay Street Circuit fand am 22. September 2024 statt und ging über eine Distanz von 62 Runden à 4,928 km, was einer Gesamtdistanz von 306,28 km entspricht.
Lando Norris gewann das Rennen vor Max Verstappen und Oscar Piastri.

### Großer Preis der USA
| Platz | Fahrer           | Team                       | Zeit        |
| ----- | ---------------- | -------------------------- | ----------- |
| 1     | Charles Leclerc  | Ferrari                    | 1:35:09,639 |
| 2     | Carlos Sainz jr. | Ferrari                    | + 8,562     |
| 3     | Max Verstappen   | Red Bull Racing-Honda RBPT | + 19,412    |
| PP    | Lando Norris     | McLaren-Mercedes           | 1:29,525    |
| SR    | Esteban Ocon     | Alpine-Renault             | 1:37,330    |

Der Große Preis der USA auf dem Circuit of The Americas fand am 20. Oktober 2024 statt und ging über eine Distanz von 56 Runden à 5,516 km, was einer Gesamtdistanz von 308,896 km entspricht.
Charles Leclerc gewann das Rennen vor Carlos Sainz jr. und Max Verstappen.

### Großer Preis von Mexiko
| Platz | Fahrer           | Team             | Zeit        |
| ----- | ---------------- | ---------------- | ----------- |
| 1     | Carlos Sainz jr. | Ferrari          | 1:40:55,800 |
| 2     | Lando Norris     | McLaren-Mercedes | + 4,705     |
| 3     | Charles Leclerc  | Ferrari          | + 34,387    |
| PP    | Carlos Sainz jr. | Ferrari          | 1:15,946    |
| SR    | Charles Leclerc  | Ferrari          | 1:18,336    |

Der Große Preis von Mexiko auf dem Autódromo Hermanos Rodríguez fand am 27. Oktober 2024 statt und ging über eine Distanz von 71 Runden à 4,304 km, was einer Gesamtdistanz von 305,354 km entspricht.
Carlos Sainz jr. gewann das Rennen vor Lando Norris und Charles Leclerc.

### Großer Preis von São Paulo
| Platz | Fahrer         | Team                       | Zeit        |
| ----- | -------------- | -------------------------- | ----------- |
| 1     | Max Verstappen | Red Bull Racing-Honda RBPT | 2:06:54.430 |
| 2     | Esteban Ocon   | Alpine-Renault             | + 19,477    |
| 3     | Pierre Gasly   | Alpine-Renault             | + 22,532    |
| PP    | Lando Norris   | McLaren-Mercedes           | 1:23,405    |
| SR    | Max Verstappen | Red Bull Racing-Honda RBPT | 1:20,472    |

Der Große Preis von São Paulo auf dem Autódromo José Carlos Pace fand am 3. November 2024 statt und ging über eine Distanz von 69 Runden à 4,309 km, was einer Gesamtdistanz von 297,261 km entspricht.
Max Verstappen gewann das Rennen vor Esteban Ocon und Pierre Gasly. Zum ersten Mal seit dem Großen Preis von Spanien 1997 standen zwei französische Fahrer auf dem Podium.

### Großer Preis von Las Vegas
| Platz | Fahrer           | Team             | Zeit        |
| ----- | ---------------- | ---------------- | ----------- |
| 1     | George Russell   | Mercedes         | 1:22:05,969 |
| 2     | Lewis Hamilton   | Mercedes         | + 7,313     |
| 3     | Carlos Sainz jr. | Ferrari          | + 11,906    |
| PP    | George Russell   | Mercedes         | 1:32,312    |
| SR    | Lando Norris     | McLaren-Mercedes | 1:34,876    |

Der Große Preis von Las Vegas auf dem Las Vegas Strip Circuit fand am 24. November 2024 statt und ging über eine Distanz von 50 Runden à 6,201 km, was einer Gesamtdistanz von 310,050 km entspricht.
George Russell gewann das Rennen vor Lewis Hamilton und Carlos Sainz jr.
Max Verstappen wurde vorzeitig zum vierten Mal Weltmeister.

### Großer Preis von Katar
| Platz | Fahrer          | Team                       | Zeit        |
| ----- | --------------- | -------------------------- | ----------- |
| 1     | Max Verstappen  | Red Bull Racing-Honda RBPT | 1:31:05,323 |
| 2     | Charles Leclerc | Ferrari                    | + 6,031     |
| 3     | Oscar Piastri   | McLaren-Mercedes           | + 6,819     |
| PP    | George Russell  | Mercedes                   | 1:20,575    |
| SR    | Lando Norris    | McLaren-Mercedes           | 1:22,384    |

Der Große Preis von Katar auf dem Losail International Circuit fand am 1. Dezember 2024 statt und ging über eine Distanz von 57 Runden à 5,419 km, was einer Gesamtdistanz von 308,883 km entspricht.
Max Verstappen gewann das Rennen vor Charles Leclerc und Oscar Piastri.

### Großer Preis von Abu Dhabi
| Platz | Fahrer           | Team             | Zeit        |
| ----- | ---------------- | ---------------- | ----------- |
| 1     | Lando Norris     | McLaren-Mercedes | 1:26:33,291 |
| 2     | Carlos Sainz jr. | Ferrari          | + 5,832     |
| 3     | Charles Leclerc  | Ferrari          | + 31,928    |
| PP    | Lando Norris     | McLaren-Mercedes | 1:22,595    |
| SR    | Kevin Magnussen  | Haas-Ferrari     | 1:25.637    |

Der Große Preis von Abu Dhabi auf dem Yas Marina Circuit fand am 8. Dezember 2024 statt und ging über eine Distanz von 58 Runden à 5,281 km, was einer Gesamtdistanz von 306,298 km entspricht.
Lando Norris gewann das Rennen vor Carlos Sainz jr. und Charles Leclerc.
McLaren wurde zum ersten Mal seit 1998 Konstrukteursweltmeister.

## Qualifying-/Rennduelle
Diese beiden Tabellen zeigen, welche Fahrer im jeweiligen Team die besseren Platzierungen im Qualifying bzw. im Rennen erreicht haben.
| Fahrer                       | :                          | Fahrer                     |
| Red Bull Racing-Honda RBPT   | Red Bull Racing-Honda RBPT | Red Bull Racing-Honda RBPT |
| ---------------------------- | -------------------------- | -------------------------- |
| Max Verstappen               | 23:1                       | Sergio Pérez               |
| Mercedes                     |                            |                            |
| George Russell               | 19:5                       | Lewis Hamilton             |
| Ferrari                      |                            |                            |
| Charles Leclerc              | 14:9                       | Carlos Sainz jr.           |
| Charles Leclerc              | 1:0                        | Oliver Bearman             |
| McLaren-Mercedes             |                            |                            |
| Oscar Piastri                | 3:21                       | Lando Norris               |
| Aston Martin Aramco-Mercedes |                            |                            |
| Lance Stroll                 | 5:19                       | Fernando Alonso            |
| Alpine-Renault               |                            |                            |
| Esteban Ocon                 | 11:12                      | Pierre Gasly               |
| Jack Doohan                  | 0:1                        | Pierre Gasly               |
| Williams-Mercedes            |                            |                            |
| Alexander Albon              | 15:0                       | Logan Sargeant             |
| Alexander Albon              | 7:2                        | Franco Colapinto           |
| RB-Honda RBPT                |                            |                            |
| Daniel Ricciardo             | 6:12                       | Yuki Tsunoda               |
| Liam Lawson                  | 0:6                        | Yuki Tsunoda               |
| Kick Sauber-Ferrari          |                            |                            |
| Valtteri Bottas              | 21:3                       | Zhou Guanyu                |
| Haas-Ferrari                 |                            |                            |
| Kevin Magnussen              | 6:16                       | Nico Hülkenberg            |
| Oliver Bearman               | 2:0                        | Nico Hülkenberg            |

| Fahrer                       | :                          | Fahrer                     |
| Red Bull Racing-Honda RBPT   | Red Bull Racing-Honda RBPT | Red Bull Racing-Honda RBPT |
| ---------------------------- | -------------------------- | -------------------------- |
| Max Verstappen               | 23:1                       | Sergio Pérez               |
| Mercedes                     |                            |                            |
| George Russell               | 15:9                       | Lewis Hamilton             |
| Ferrari                      |                            |                            |
| Charles Leclerc              | 14:8                       | Carlos Sainz jr.           |
| Charles Leclerc              | 1:0                        | Oliver Bearman             |
| McLaren-Mercedes             |                            |                            |
| Oscar Piastri                | 8:16                       | Lando Norris               |
| Aston Martin Aramco-Mercedes |                            |                            |
| Lance Stroll                 | 6:18                       | Fernando Alonso            |
| Alpine-Renault               |                            |                            |
| Esteban Ocon                 | 13:10                      | Pierre Gasly               |
| Jack Doohan                  | 0:1                        | Pierre Gasly               |
| Williams-Mercedes            |                            |                            |
| Alexander Albon              | 12:2                       | Logan Sargeant             |
| Alexander Albon              | 3:6                        | Franco Colapinto           |
| RB-Honda RBPT                |                            |                            |
| Daniel Ricciardo             | 9:9                        | Yuki Tsunoda               |
| Liam Lawson                  | 2:4                        | Yuki Tsunoda               |
| Kick Sauber-Ferrari          |                            |                            |
| Valtteri Bottas              | 14:10                      | Zhou Guanyu                |
| Haas-Ferrari                 |                            |                            |
| Kevin Magnussen              | 5:16                       | Nico Hülkenberg            |
| Oliver Bearman               | 2:0                        | Nico Hülkenberg            |

| Fahrer                       | :                          | Fahrer                     |
| Red Bull Racing-Honda RBPT   | Red Bull Racing-Honda RBPT | Red Bull Racing-Honda RBPT |
| ---------------------------- | -------------------------- | -------------------------- |
| Max Verstappen               | 6:0                        | Sergio Pérez               |
| Mercedes                     |                            |                            |
| George Russell               | 5:1                        | Lewis Hamilton             |
| Ferrari                      |                            |                            |
| Charles Leclerc              | 3:3                        | Carlos Sainz jr.           |
| McLaren-Mercedes             |                            |                            |
| Oscar Piastri                | 2:4                        | Lando Norris               |
| Aston Martin Aramco-Mercedes |                            |                            |
| Lance Stroll                 | 3:3                        | Fernando Alonso            |
| Alpine-Renault               |                            |                            |
| Esteban Ocon                 | 2:4                        | Pierre Gasly               |
| Williams-Mercedes            |                            |                            |
| Alexander Albon              | 1:2                        | Logan Sargeant             |
| Alexander Albon              | 2:1                        | Franco Colapinto           |
| RB-Honda RBPT                |                            |                            |
| Daniel Ricciardo             | 2:1                        | Yuki Tsunoda               |
| Liam Lawson                  | 2:1                        | Yuki Tsunoda               |
| Kick Sauber-Ferrari          |                            |                            |
| Valtteri Bottas              | 5:1                        | Zhou Guanyu                |
| Haas-Ferrari                 |                            |                            |
| Kevin Magnussen              | 2:3                        | Nico Hülkenberg            |
| Oliver Bearman               | 1:0                        | Nico Hülkenberg            |

| Fahrer                       | :                          | Fahrer                     |
| Red Bull Racing-Honda RBPT   | Red Bull Racing-Honda RBPT | Red Bull Racing-Honda RBPT |
| ---------------------------- | -------------------------- | -------------------------- |
| Max Verstappen               | 6:0                        | Sergio Pérez               |
| Mercedes                     |                            |                            |
| George Russell               | 5:1                        | Lewis Hamilton             |
| Ferrari                      |                            |                            |
| Charles Leclerc              | 3:3                        | Carlos Sainz jr.           |
| McLaren-Mercedes             |                            |                            |
| Oscar Piastri                | 3:3                        | Lando Norris               |
| Aston Martin Aramco-Mercedes |                            |                            |
| Lance Stroll                 | 3:3                        | Fernando Alonso            |
| Alpine-Renault               |                            |                            |
| Esteban Ocon                 | 2:3                        | Pierre Gasly               |
| Williams-Mercedes            |                            |                            |
| Alexander Albon              | 1:2                        | Logan Sargeant             |
| Alexander Albon              | 2:1                        | Franco Colapinto           |
| RB-Honda RBPT                |                            |                            |
| Daniel Ricciardo             | 2:1                        | Yuki Tsunoda               |
| Liam Lawson                  | 2:1                        | Yuki Tsunoda               |
| Kick Sauber-Ferrari          |                            |                            |
| Valtteri Bottas              | 2:4                        | Zhou Guanyu                |
| Haas-Ferrari                 |                            |                            |
| Kevin Magnussen              | 3:2                        | Nico Hülkenberg            |
| Oliver Bearman               | 1:0                        | Nico Hülkenberg            |

## Weltmeisterschaftswertungen
Weltmeister wird derjenige Fahrer bzw. Konstrukteur, der bis zum Saisonende am meisten Punkte in der Weltmeisterschaft ansammelt. Bei der Punkteverteilung werden die Platzierungen im Gesamtergebnis des jeweiligen Rennens berücksichtigt. Die zehn erstplatzierten Fahrer jedes Rennens erhalten Punkte nach folgendem Schema:
| Punkteverteilung | Punkteverteilung | Punkteverteilung | Punkteverteilung | Punkteverteilung | Punkteverteilung | Punkteverteilung | Punkteverteilung | Punkteverteilung | Punkteverteilung | Punkteverteilung |
| ---------------- | ---------------- | ---------------- | ---------------- | ---------------- | ---------------- | ---------------- | ---------------- | ---------------- | ---------------- | ---------------- |
| Platz            | 1                | 2                | 3                | 4                | 5                | 6                | 7                | 8                | 9                | 10               |
| Punkte           | 25               | 18               | 15               | 12               | 10               | 8                | 6                | 4                | 2                | 1                |

Zusätzlich erhält der Fahrer, der die schnellste Runde erzielt, einen Bonuspunkt, wenn er das Rennen in den Top 10 beendet.
Bei den Sprintrennen erhalten die acht bestplatzierten Fahrer Punkte nach folgendem Schema:
| Punkteverteilung Sprintrennen | Punkteverteilung Sprintrennen | Punkteverteilung Sprintrennen | Punkteverteilung Sprintrennen | Punkteverteilung Sprintrennen | Punkteverteilung Sprintrennen | Punkteverteilung Sprintrennen | Punkteverteilung Sprintrennen | Punkteverteilung Sprintrennen |
| ----------------------------- | ----------------------------- | ----------------------------- | ----------------------------- | ----------------------------- | ----------------------------- | ----------------------------- | ----------------------------- | ----------------------------- |
| Platz                         | 1                             | 2                             | 3                             | 4                             | 5                             | 6                             | 7                             | 8                             |
| Punkte                        | 8                             | 7                             | 6                             | 5                             | 4                             | 3                             | 2                             | 1                             |

### Fahrerwertung
| Pos. | Fahrer        | Konstrukteur                 |     |     |      |     |     |     |     |     |     |     |     |     |    |      |     |     |     |    |     |      |     |    |     |     |     |     |     |    |     |     | Punkte |
| Pos. | Fahrer        | Konstrukteur                 | SPR | HAU | SPR  | HAU | SPR | HAU | SPR | HAU | SPR | HAU | SPR | HAU |    |      |     |     |     |    |     |      |     |    |     |     |     |     |     |    |     |     | Punkte |
| ---- | ------------- | ---------------------------- | --- | --- | ---- | --- | --- | --- | --- | --- | --- | --- | --- | --- | -- | ---- | --- | --- | --- | -- | --- | ---- | --- | -- | --- | --- | --- | --- | --- | -- | --- | --- | ------ |
| 1    | M. Verstappen | Red Bull Racing-Honda RBPT   | 1   | 1   | DNF  | 1   | 1   | 1   | 1   | 2   | 1   | 6   | 1   | 1   | 1  | 5    | 2   | 5   | 4   | 2  | 6   | 5    | 2   | 1  | 3   | 6   | 4   | 1   | 5   | 8  | 1   | 6   | 437    |
| 2    | L. Norris     | McLaren-Mercedes             | 6   | 8   | 3    | 5   | 6   | 2   | DNF | 1   | 2   | 4   | 2   | 2   | 3  | *20* | 3   | 2   | 5   | 1  | 3   | 4    | 1   | 3  | 4   | 2   | 1   | 6   | 6   | 2  | 10  | 1   | 374    |
| 3    | C. Leclerc    | Ferrari                      | 4   | 3   | 2    | 4   | 4   | 4   | 2   | 3   | 3   | 1   | DNF | 5   | 7  | 11   | 14  | 4   | 3   | 3  | 1   | 2    | 5   | 4  | 1   | 3   | 3   | 5   | 4   | 5  | 2   | 3   | 356    |
| 4    | O. Piastri    | McLaren-Mercedes             | 8   | 4   | 4    | 8   | 7   | 8   | 6   | 13  | 4   | 2   | 5   | 7   | 2  | 2    | 4   | 1   | 2   | 4  | 2   | 1    | 3   | 10 | 5   | 8   | 2   | 8   | 7   | 1  | 3   | 10  | 292    |
| 5    | C. Sainz      | Ferrari                      | 3   | WD  | 1    | 3   | 5   | 5   | 5   | 5   | 5   | 3   | DNF | 6   | 5  | 3    | 5   | 6   | 6   | 5  | 4   | *18* | 7   | 2  | 2   | 1   | 5   | DNF | 3   | 4  | 6   | 2   | 290    |
| 6    | G. Russell    | Mercedes                     | 5   | 6   | *17* | 7   | 8   | 6   | 12  | 8   | 7   | 5   | 3   | 4   | 4  | 1    | DNF | 8   | DSQ | 7  | 7   | 3    | 4   | 5  | 6   | 5   | 6   | 4   | 1   | 3  | 4   | 5   | 245    |
| 7    | L. Hamilton   | Mercedes                     | 7   | 9   | DNF  | 9   | 2   | 9   | 16  | 6   | 6   | 7   | 4   | 3   | 6  | 4    | 1   | 3   | 1   | 8  | 5   | 9    | 6   | 6  | DNF | 4   | 11  | 10  | 2   | 6  | 12  | 4   | 223    |
| 8    | S. Pérez      | Red Bull Racing-Honda RBPT   | 2   | 2   | 5    | 2   | 3   | 3   | 3   | 4   | 8   | DNF | DNF | 8   | 8  | 7    | 17  | 7   | 7   | 6  | 8   | *17* | 10  | 9  | 7   | 17  | 8   | 11  | 10  | 20 | DNF | DNF | 152    |
| 9    | F. Alonso     | Aston Martin Aramco-Mercedes | 9   | 5   | 8    | 6   | DNF | 7   | 17  | 9   | 19  | 11  | 6   | 12  | 15 | 18   | 8   | 11  | 8   | 10 | 11  | 6    | 8   | 18 | 13  | DNF | 18  | 14  | 11  | 11 | 7   | 9   | 70     |
| 10   | P. Gasly      | Alpine-Renault               | 18  | DNF | 13   | 16  | 15  | 13  | 9   | 12  | 16  | 10  | 9   | 9   | 12 | 10   | DNS | DNF | 13  | 9  | 15  | 12   | 17  | 14 | 12  | 10  | 7   | 3   | DNF | 9  | 5   | 7   | 42     |
| 11   | N. Hülkenberg | Haas-Ferrari                 | 16  | 10  | 9    | 11  | 19  | 10  | 7   | 11  | 11  | DNF | 11  | 11  | 19 | 6    | 6   | 13  | 18  | 11 | 17  | 11   | 9   | 8  | 8   | 9   | DNF | DSQ | 8   | 7  | DNF | 8   | 41     |
| 12   | Y. Tsunoda    | RB-Honda RBPT                | 14  | 15  | 7    | 10  | 16  | DNF | 8   | 7   | 10  | 8   | 14  | 19  | 13 | 14   | 10  | 9   | 16  | 17 | DNF | DNF  | 12  | 11 | 14  | DNF | 15  | 7   | 9   | 17 | 13  | 12  | 30     |
| 13   | L. Stroll     | Aston Martin Aramco-Mercedes | 10  | DNF | 6    | 12  | 14  | 17  | DNF | 17  | 9   | 14  | 7   | 14  | 10 | 13   | 7   | 10  | 11  | 13 | 19  | *19* | 14  | 13 | 15  | 11  | 19  | DNS | 15  | 13 | DNF | 14  | 24     |
| 14   | E. Ocon       | Alpine-Renault               | 17  | 13  | 16   | 15  | 13  | 11  | 15  | 10  | 14  | DNF | 10  | 10  | 11 | 12   | 16  | 18  | 9   | 15 | 14  | 15   | 13  | 15 | 18  | 13  | 13  | 2   | 17  | 14 | DNF |     | 23     |
| 15   | K. Magnussen  | Haas-Ferrari                 | 12  | 12  | 10   | 13  | 10  | 14  | 18  | 18  | 12  | DNF | 12  | 17  | 9  | 8    | 12  | 15  | 14  | 18 | 10  | EX   | DNF | 7  | 11  | 7   | INJ | INJ | 12  | 10 | 9   | 16  | 16     |
| 16   | A. Albon      | Williams-Mercedes            | 15  | 11  | 11   | DNF | 17  | 12  | 13  | 19  | DNF | 9   | DNF | 18  | 17 | 15   | 9   | 14  | 12  | 14 | 9   | 7    | DNF | 17 | 16  | DNF | 10  | WD  | DNF | 15 | 15  | 11  | 12     |
| 17   | D. Ricciardo  | RB-Honda RBPT                | 13  | 16  | 12   | DNF | 11  | DNF | 4   | 15  | 13  | 12  | 8   | 15  | 14 | 9    | 13  | 12  | 10  | 12 | 13  | 13   | 18  |    |     |     |     |     |     |    |     |     | 12     |
| 18   | O. Bearman    | Ferrari                      |     | 7   |      |     |     |     |     |     |     |     |     |     |    |      |     |     |     |    |     |      |     |    |     | PO  |     |     |     |    |     |     | 7      |
| 18   | O. Bearman    | Haas-Ferrari                 |     |     |      |     |     |     |     |     | PO  |     |     | PO  |    |      | PO  | PO  |     |    |     | 10   |     |    |     |     | 14  | 12  |     |    |     |     | 7      |
| 19   | F. Colapinto  | Williams-Mercedes            |     |     |      |     |     |     |     |     |     |     |     |     |    |      | PO  |     |     |    | 12  | 8    | 11  | 12 | 10  | 12  | 12  | DNF | 14  | 18 | DNF | DNF | 5      |
| 20   | G. Zhou       | Kick Sauber-Ferrari          | 11  | 18  | 15   | DNF | 9   | 15  | 11  | 14  | 15  | 16  | 15  | 13  | 20 | 17   | 18  | 19  | DNF | 20 | 18  | 14   | 15  | 17 | 19  | 15  | 17  | 15  | 13  | 19 | 8   | 13  | 4      |
| 21   | L. Lawson     | RB-Honda RBPT                |     |     |      |     |     |     |     |     |     |     |     |     |    |      |     |     |     |    |     |      |     | 16 | 9   | 16  | 9   | 9   | 16  | 16 | 14  | 17* | 4      |
| 22   | V. Bottas     | Kick Sauber-Ferrari          | 19  | 17  | 14   | 14  | 12  | DNF | 14  | 16  | 18  | 13  | 13  | 16  | 18 | 16   | 15  | 16  | 15  | 19 | 16  | 16   | 16  | 20 | 17  | 14  | 16  | 13  | 18  | 12 | 11  | DNF | 0      |
| 23   | L. Sargeant   | Williams-Mercedes            | 20  | 14  | WD   | 17  | 18  | 16  | 10  | DNF | 17  | 15  | DNF | 20  | 16 | 19   | 11  | 17  | 17  | 16 |     |      |     |    |     |     |     |     |     |    |     |     | 0      |
| 24   | J. Doohan     | Alpine-Renault               |     |     |      |     |     |     |     |     |     |     | PO  |     |    |      | PO  |     |     |    |     |      |     |    |     |     |     |     |     |    |     | 15  | 0      |

| Legende  | Legende            | Legende                                                          |
| Farbe    | Abkürzung          | Bedeutung                                                        |
| -------- | ------------------ | ---------------------------------------------------------------- |
| Gold     | –                  | Sieg                                                             |
| Silber   | –                  | 2. Platz                                                         |
| Bronze   | –                  | 3. Platz                                                         |
| Grün     | –                  | Platzierung in den Punkten                                       |
| Blau     | –                  | Klassifiziert außerhalb der Punkteränge                          |
| Violett  | DNF                | Rennen nicht beendet (did not finish)                            |
| Violett  | NC                 | nicht klassifiziert (not classified)                             |
| Rot      | DNQ                | nicht qualifiziert (did not qualify)                             |
| Rot      | DNPQ               | in Vorqualifikation gescheitert (did not pre-qualify)            |
| Schwarz  | DSQ                | disqualifiziert (disqualified)                                   |
| Weiß     | DNS                | nicht am Start (did not start)                                   |
| Weiß     | WD                 | zurückgezogen (withdrawn)                                        |
| Hellblau | PO                 | nur am Training teilgenommen (practiced only)                    |
| Hellblau | TD                 | Freitags-Testfahrer (test driver)                                |
| ohne     | DNP                | nicht am Training teilgenommen (did not practice)                |
| ohne     | INJ                | verletzt oder krank (injured)                                    |
| ohne     | EX                 | ausgeschlossen (excluded)                                        |
| ohne     | DNA                | nicht erschienen (did not arrive)                                |
| ohne     | C                  | Rennen abgesagt (cancelled)                                      |
| ohne     | keine WM-Teilnahme |                                                                  |
| sonstige | P/fett             | Pole-Position                                                    |
| sonstige | 1/2/3/4/5/6/7/8    | Punktplatzierung im Sprint-/Qualifikationsrennen                 |
| sonstige | SR/kursiv          | Schnellste Rennrunde                                             |
| sonstige | *                  | nicht im Ziel, aufgrund der zurückgelegten Distanz aber gewertet |
| sonstige | ()                 | Streichresultate                                                 |
| sonstige | unterstrichen      | Führender in der Gesamtwertung                                   |

### Konstrukteurswertung
| Pos. | Konstrukteur                 | Nr.   |    |     |     |     |     |      |     |     |     |    |        |     |     |     |    |     |      |     |       |     |       |     |       |     | Punkte |
| 01   | McLaren-Mercedes             | 81    | 8  | 4   | 4   | 8   | 787 | 6136 | 4   | 2   | 5   | 7  | 2      | 4   | 1   | 2   | 4  | 2   | 1    | 3   | 5     | 8   | 282   | 7   | 131   | 10  | 666    |
| 01   | McLaren-Mercedes             | 04    | 6  | 8   | 3   | 5   | 626 | 1    | 2   | 4   | 2   | 2  | 3*20*3 | 3   | 2   | 5   | 1  | 3   | 4    | 1   | 343   | 2   | 161   | 6   | 2102  | 1   | 666    |
| 02   | Ferrari                      | 16    | 4  | 3   | 2   | 4   | 4   | 232  | 3   | 1   | DNF | 5  | 7117   | 14  | 4   | 3   | 3  | 1   | 2    | 5   | 414   | 3   | 453   | 4   | 525   | 3   | 652    |
| 02   | Ferrari                      | 55/38 | 3  | 7   | 1   | 3   | 5   | 5    | 5   | 3   | DNF | 6  | 535    | 5   | 6   | 6   | 5  | 4   | *18* | 7   | 2     | 1   | 5DNF5 | 3   | 464   | 2   | 652    |
| 03   | Red Bull Racing-Honda RBPT   | 01    | 1  | 1   | DNF | 1   | 1   | 121  | 1   | 6   | 1   | 1  | 151    | 2   | 5   | 4   | 2  | 6   | 5    | 2   | 131   | 6   | 414   | 5   | 818   | 6   | 589    |
| 03   | Red Bull Racing-Honda RBPT   | 11    | 2  | 2   | 5   | 2   | 3   | 343  | 8   | DNF | DNF | 8  | 878    | 17  | 7   | 7   | 6  | 8   | *17* | 10  | 7     | 17  | 8118  | 10  | DNF   | DNF | 589    |
| 04   | Mercedes                     | 63    | 5  | 6   | 17* | 7   | 868 | 8    | 7   | 5   | 3   | 4  | 414    | DNF | 8   | DSQ | 7  | 7   | 3    | 4   | 565   | 5   | 646   | 1   | 343   | 5   | 468    |
| 04   | Mercedes                     | 44    | 7  | 9   | DNF | 9   | 292 | 6    | 6   | 7   | 4   | 3  | 646    | 1   | 3   | 1   | 8  | 5   | 9    | 6   | 6DNF6 | 4   | 10    | 2   | 6126  | 4   | 468    |
| 05   | Aston Martin Aramco-Mercedes | 18    | 10 | DNF | 6   | 12  | 15  | 17   | 9   | 14  | 7   | 14 | 13     | 7   | 10  | 11  | 13 | 19  | *19* | 14  | 15    | 11  | DNS   | 15  | DNF   | 14  | 94     |
| 05   | Aston Martin Aramco-Mercedes | 14    | 9  | 5   | 8   | 6   | 7   | 9    | 19  | 11  | 6   | 12 | 18     | 8   | 11  | 8   | 10 | 11  | 6    | 8   | 13    | DNF | 14    | 11  | 7     | 9   | 94     |
| 06   | Alpine-Renault               | 31/61 | 17 | 13  | 16  | 15  | 11  | 10   | 14  | DNF | 10  | 10 | 12     | 16  | 18  | 9   | 15 | 14  | 15   | 13  | 18    | 13  | 2     | 17  | DNF   | 15  | 65     |
| 06   | Alpine-Renault               | 10    | 18 | DNF | 13  | 16  | 13  | 12   | 16  | 10  | 9   | 9  | 10     | DNS | DNF | 13  | 9  | 15  | 12   | 17  | 12    | 10  | 737   | DNF | 5     | 7   | 65     |
| 07   | Haas-Ferrari                 | 20/50 | 12 | 12  | 10  | 13  | 16  | 18   | 12  | DNF | 12  | 17 | 8      | 12  | 15  | 14  | 18 | 10  | 10   | DNF | 7117  | 7   | 12    | 12  | 9     | 16  | 58     |
| 07   | Haas-Ferrari                 | 27    | 16 | 10  | 9   | 11  | 10  | 7117 | 11  | DNF | 11  | 11 | 6      | 6   | 13  | 18  | 11 | 17  | 11   | 9   | 8     | 9   | DSQ   | 8   | 7DNF7 | 8   | 58     |
| 08   | RB-Honda RBPT                | 03/30 | 13 | 16  | 12  | DNF | DNF | 4154 | 13  | 12  | 8   | 15 | 9      | 13  | 12  | 10  | 12 | 13  | 13   | 18  | 9     | 16  | 9     | 16  | 14    | 17* | 46     |
| 08   | RB-Honda RBPT                | 22    | 14 | 15  | 7   | 10  | DNF | 878  | 10  | 8   | 14  | 19 | 14     | 10  | 9   | 16  | 17 | DNF | DNF  | 12  | 14    | DNF | 7     | 9   | 13    | 12  | 46     |
| 09   | Williams-Mercedes            | 23    | 15 | 11  | 11  | DNF | 12  | 19   | DNF | 9   | DNF | 18 | 15     | 9   | 14  | 12  | 14 | 9   | 7    | DNF | 16    | DNF | WD    | DNF | 15    | 11  | 17     |
| 09   | Williams-Mercedes            | 02/43 | 20 | 14  | WD  | 17  | 17  | DNF  | 17  | 15  | DNF | 20 | 19     | 11  | 17  | 17  | 16 | 12  | 8    | 11  | 10    | 12  | DNF   | 14  | DNF   | DNF | 17     |
| 10   | Kick Sauber-Ferrari          | 77    | 19 | 17  | 14  | 14  | DNF | 16   | 18  | 13  | 13  | 16 | 16     | 15  | 16  | 15  | 19 | 16  | 16   | 16  | 17    | 14  | 13    | 18  | 11    | DNF | 4      |
| 10   | Kick Sauber-Ferrari          | 24    | 11 | 18  | 15  | DNF | 14  | 14   | 15  | 16  | 15  | 13 | 17     | 18  | 19  | DNF | 20 | 18  | 14   | 14  | 19    | 15  | 15    | 13  | 8     | 13  | 4      |

| Legende  | Legende            | Legende                                                          |
| Farbe    | Abkürzung          | Bedeutung                                                        |
| -------- | ------------------ | ---------------------------------------------------------------- |
| Gold     | –                  | Sieg                                                             |
| Silber   | –                  | 2. Platz                                                         |
| Bronze   | –                  | 3. Platz                                                         |
| Grün     | –                  | Platzierung in den Punkten                                       |
| Blau     | –                  | Klassifiziert außerhalb der Punkteränge                          |
| Violett  | DNF                | Rennen nicht beendet (did not finish)                            |
| Violett  | NC                 | nicht klassifiziert (not classified)                             |
| Rot      | DNQ                | nicht qualifiziert (did not qualify)                             |
| Rot      | DNPQ               | in Vorqualifikation gescheitert (did not pre-qualify)            |
| Schwarz  | DSQ                | disqualifiziert (disqualified)                                   |
| Weiß     | DNS                | nicht am Start (did not start)                                   |
| Weiß     | WD                 | zurückgezogen (withdrawn)                                        |
| Hellblau | PO                 | nur am Training teilgenommen (practiced only)                    |
| Hellblau | TD                 | Freitags-Testfahrer (test driver)                                |
| ohne     | DNP                | nicht am Training teilgenommen (did not practice)                |
| ohne     | INJ                | verletzt oder krank (injured)                                    |
| ohne     | EX                 | ausgeschlossen (excluded)                                        |
| ohne     | DNA                | nicht erschienen (did not arrive)                                |
| ohne     | C                  | Rennen abgesagt (cancelled)                                      |
| ohne     | keine WM-Teilnahme |                                                                  |
| sonstige | P/fett             | Pole-Position                                                    |
| sonstige | 1/2/3/4/5/6/7/8    | Punktplatzierung im Sprint-/Qualifikationsrennen                 |
| sonstige | SR/kursiv          | Schnellste Rennrunde                                             |
| sonstige | *                  | nicht im Ziel, aufgrund der zurückgelegten Distanz aber gewertet |
| sonstige | ()                 | Streichresultate                                                 |
| sonstige | unterstrichen      | Führender in der Gesamtwertung                                   |